# Heinrich Mauersberger
Max Heinrich Mauersberger (* 11. Februar 1909 in Neukirchen bei Crimmitschau; † 16. Februar 1982 in Bestensee bei Berlin) war ein deutscher Ingenieur und Erfinder in der Textilindustrie. Er entwickelte von 1946 bis 1949 in seiner Garage das Nähwirkverfahren Malimo.

## Leben
1919 bis 1925 besuchte er die Realschule in Crimmitschau. Nach erfolgreichem Lehrabschluss als Färber folgten der Besuch der Webschule in Crimmitschau und der Akademie für Technik in Chemnitz mit dem Abschluss als Färbereitechniker im Jahr 1931. 1933 heiratete er in Crimmitschau Elsbeth Winterling, die Tochter eines Schlossermeisters. Ab 1934 arbeitete er als Chemiker/Colorist bei der Handschuhfabrik C.A. Kühnert AG in Göppersdorf bei Burgstädt, bildete sich als Autodidakt  technisch weiter und machte bereits damals erste Erfindungen. Von 1941 bis Kriegsende diente er in der Wehrmacht.
Von 1946 bis 1949 entwickelte er in seiner Garage das Nähwirkverfahren Malimo (DDR-Patent Nr. 8194, Anmeldetag: 3. Februar 1949; U.S. Patent #2,890,579, 16. Juni 1959). Die Serienfertigung von Malimo-Maschinen begann 1957 in Karl-Marx-Stadt. Malimo revolutionierte die Textilindustrie der DDR und wurde in großen Mengen hergestellt. Malimo-Erzeugnisse fanden sich später in fast allen Privathaushalten der DDR. Typische Produkte waren Handtücher und Gardinen.
Abgewandelte Verfahren waren Maliwatt, Malipol und Malivlies. Malimo-Maschinen wurden in zahlreiche Länder exportiert (u. a. Norwegen, Schweden, Island, Dänemark, Frankreich, Schweiz, Japan, Österreich, Australien, Kuwait, USA). In der Gegenwart hat das Verfahren zur Herstellung technischer Textilien Bedeutung.
Heinrich Mauersberger erhielt für seine Erfindung in der DDR 1954 den Nationalpreis III. Klasse für Wissenschaft und Technik, 1963 den Ehrentitel „Held der Arbeit“ und 1964 den Orden „Banner der Arbeit“. In Limbach-Oberfrohna ist er seit 1963 Ehrenbürger der Stadt, und eine Straße ist nach ihm benannt.
Auch im Ausland wurde Heinrich Mauersberger für seine Erfindung geehrt. So wurde er am 29. November 1979 zum Ehrenmitglied des Textile Institute of Manchester ernannt. Diese Ehre wurde vor ihm erst einem Deutschen zuteil: Paul Theodor Schlack, dem Erfinder des Perlons im Jahre 1963.
Heinrich Mauersberger war trotz großen Drucks nicht in die SED eingetreten. Daraufhin wurde ihm die Mitgliedschaft in der „Kammer der Technik“ gekündigt sowie ein Redeverbot auf Fachkonferenzen erteilt. Er protestierte energisch dagegen. Daraufhin wurde ihm eine Beurlaubung nahegelegt. Er wurde für drei Monate in die Psychiatrie nach Waldheim gebracht  und verlor seinen Posten als Malimo-Institutsleiter. Daraufhin zog er nach Berlin, erwarb im Jahre 1967 ein Anwesen in Bestensee und hatte kein eigenes Einkommen mehr. Die Malimo-Lizenzeinnahmen wurden ihm nicht ausgezahlt. 1969 starteten einige westdeutsche Kollegen in einer Fachzeitschrift einen Solidaritätsaufruf: „DDR-Erfinder nagt am Hungertuch“. Daraufhin erhielt Mauersberger eine Ehrenpension des Ministerrates der DDR. Wie hoch die von der DDR vereinnahmten Lizenzentgelte waren, konnte auch nach 1990 nicht festgestellt werden.
Nach dem Tod seiner Frau 1972 heiratete Mauersberger 1976 Lisa Messerschmidt. Er starb 1982 in Bestensee bei Berlin.
Bis heute wird seine Nähwirktechnik in der Industrie sowie in der Raumfahrt genutzt.
Die Gemeinde Bestensee verlieh Heinrich Mauersberger am 5. Februar 2009 postum die erste Ehrenbürgerschaft der Gemeinde.